# Otterstedt (Greußen)
Otterstedt ist ein Ortsteil der Stadt und Landgemeinde Greußen im Kyffhäuserkreis in Thüringen.

## Lage
Otterstedt befindet sich westlich der Bundesstraße 4 in Höhe des Ortsteils Westerengel an der Kreisstraße 2 nordöstlich von Großenehrich. Der Ortsteil liegt an der Südabdachung der Hainleite auf Böden, die meist aus verwittertem Muschelkalk entstanden sind. Das Ackerhügelland lockerten die Bewohner durch naturbewusstes Handeln, wie Anbau von Alleen, Streuobstwiesen, Hecken und Feldgehölzen auf. Die Höhenlage beträgt 240 Meter über NN. Die Helbe fließt tief eingegraben südwestlich durch die Flur.

## Geschichte
Bereits im Zeitraum 822–842 wurde das Dorf erstmals urkundlich genannt. Die Kirche St. Fabian und Sebastian geht in ihren Ursprüngen auf das Jahr 874 zurück. Die frühe Besiedlung durch germanischen Volksstämme (Angeln und Warnen) sowie die christliche Missionierung waren entscheidende Vorgänge für Mensch und Tier in diesem Raum. Später spielte die verkehrsmäßige Erschließung eine entscheidende Rolle für die Entwicklung der Produktion in diesem Gebiet. Der Ortsteil war und ist landwirtschaftlich geprägt. Die Bauern mussten in den 1950er Jahren einer LPG beitreten und fanden nach der Wende neue Formen der Landarbeit. Die aus Natursteinen erbaute Kirche St. Fabian und Sebastian prägt das Dorf. Teile von ihr stammen aus dem Jahr 874.
Bis 1918 gehörte der Ort zur Unterherrschaft des Fürstentums Schwarzburg-Sondershausen.
Otterstedt wurde mit der Auflösung der Verwaltungsgemeinschaft Großenehrich im Jahr 1996 Teil der Stadt Großenehrich, die sich zum 1. Januar 2021 mit der Gemeinde Wolferschwenda und der Stadt Greußen zur neuen Stadt und Landgemeinde Greußen zusammenschloss.

## Persönlichkeiten
- Gottlob Hochheim (1803–1884), deutscher Landwirt, Bürgermeister von Otterstedt und Politiker